# Bernard Sumner
Bernard Sumner, född 4 januari, 1956 i Salford, England, var gitarrist och keyboardist i Joy Division. Efter att Ian Curtis i maj 1980 tagit livet av sig, bytte Sumner och de kvarvarande medlemmarna (Peter Hook och Stephen Morris) namn på bandet till New Order. Sumner växte motvilligt fram som permanent sångare och låtskrivare i bandet. Han har även producerat andra Factory Records-band som Happy Mondays och Section 25.
Sumner är också sångare i bandet Bad Lieutenant.

## Andra projekt
1989 gick Sumner ihop med före detta gitarristen i The Smiths, Johnny Marr och bildade sidoprojektet Electronic. Sumner spelade även in skivor tillsammans med Manchesterbanden 808 State och Sub Sub. Sumner gjorde under 1999 ett gästspel på Chemical Brothers låt Out of Control. 2008 bidrog Sumner med sång på den tyska duon Blank & Jones låt Miracle Cure. 2009 släppte han debutalbumet "Never Cry Another Tear" med det nybildade bandet Bad Lieutenant. 2010 samarbetade han med Hot Chip och Hot City i en reklamlåt för Converse. 2013 samarbetade han med Karl Bartos och gjorde låten Musica Ex Machina.

## På film
Sumner har porträtterats på film två gånger. I filmen 24 Hour Party People från 2002, som skildrar musiklivet i Manchester vid tiden för The Factorys uppgång och fall, spelas Bernard Sumner av skådespelaren John Simm. I filmen Control från 2007, som handlar om Joy Divisions sångare Ian Curtis, spelas Sumner av James Anthony Pearson.